# Antennarius radiosus
Antennarius radiosus är en fiskart som beskrevs av Garman, 1896. Antennarius radiosus ingår i släktet Antennarius och familjen Antennariidae. Inga underarter finns listade i Catalogue of Life.